# La donna è come l'ombra
La donna è come l'ombra è un film del 1913 diretto da Giulio Antamoro.

## Trama
Jane Pierce è un'affascinante vedova che riceve in eredità una fortuna alla morte del marito, Erivan Neill. Secondo i termini del testamento la vedova se vorrà risposarsi, lo dovrà fare con un uomo che possiede almeno 2.000.000 di dollari, altrimenti questa fortuna tornerà a suo cugino, Daniel Sage.